# Episodi de I Cesaroni (terza stagione)

Immagine della sigla di questa stagione

La terza stagione della serie televisiva I Cesaroni è andata in onda su Canale 5 dal 6 febbraio al 25 maggio 2009 ed è composta da 29 episodi.
| nº | Titolo                   | Prima TV Italia  |
| -- | ------------------------ | ---------------- |
| 1  | Lotta senza il quartiere | 6 febbraio 2009  |
| 2  | Garbatella calibro 9     | 13 febbraio 2009 |
| 3  | Porchetta e porcellana   | 13 febbraio 2009 |
| 4  | Le verità nascoste       | 20 febbraio 2009 |
| 5  | I Garbatelleros          | 20 febbraio 2009 |
| 6  | Su la testa              | 27 febbraio 2009 |
| 7  | Il seme dell'amicizia    | 27 febbraio 2009 |
| 8  | Il pesce pilota          | 6 marzo 2009     |
| 9  | Mutuo soccorso           | 6 marzo 2009     |
| 10 | Sfido dunque sono        | 13 marzo 2009    |
| 11 | Scelta di campo          | 13 marzo 2009    |
| 12 | Siamo uomini, o gnomi?   | 20 marzo 2009    |
| 13 | Roulette russa           | 20 marzo 2009    |
| 14 | Era mia madre            | 27 marzo 2009    |
| 15 | A volte ritornano        | 27 marzo 2009    |
| 16 | Danni e donne            | 3 aprile 2009    |
| 17 | Basta crederci           | 3 aprile 2009    |
| 18 | Ho sposato Eros          | 10 aprile 2009   |
| 19 | Campagna acquisti        | 17 aprile 2009   |
| 20 | Ninnananna nonni         | 17 aprile 2009   |
| 21 | Care mamme               | 24 aprile 2009   |
| 22 | Non ho l'età             | 4 maggio 2009    |
| 23 | Ti amo, neanch'io        | 4 maggio 2009    |
| 24 | Padre padrone            | 11 maggio 2009   |
| 25 | Ancora tu                | 11 maggio 2009   |
| 26 | Diversità elettive       | 18 maggio 2009   |
| 27 | Foto di famiglia         | 22 maggio 2009   |
| 28 | Io e te per sempre       | 25 maggio 2009   |
| 29 | Ovunque andrai           | 25 maggio 2009   |

## Lotta senza il quartiere
- Diretto da: Stefano Vicario
- Scritto da: Simona Giordano

### Trama
Alla Garbatella tira una brutta aria. Andreolli, il proprietario di alcuni edifici della Garbatella tra cui la bottiglieria Cesaroni e il negozio di Barilon, non ha soldi sufficienti per ristrutturare gli immobili ed è quindi costretto a venderli per far posto ad un centro commerciale. Così, Lucia organizza uno spettacolo di spogliarellisti a pagamento, in modo da trovare i soldi per i lavori. Cesare, Giulio ed Ezio, nel frattempo, vengono ricattati dall’avvocato dell’agenzia immobiliare che si occupa della costruzione del centro commerciale e perciò hanno il compito di far saltare lo spettacolo. In realtà fanno solo finta di sabotare la serata e nascondono temporaneamente gli strip-men in modo da far credere al loro ricattatore di essere riusciti nel misfatto. Così una volta fattosi consegnare le prove che li compromettevano, i tre vanno a recuperare gli spogliarellisti ma non li trovano e sono costretti a sostituirli, ottenendo un incredibile successo e salvando i profitti per la ristrutturazione degli edifici.
Walter deve fare i conti col padre di Carlotta, che lo ha trovato nudo a casa sua poco prima di fare l'amore con la ragazza. Inoltre Walter, dopo aver incontrato Andreolli, affitta da lui un magazzino dove va a vivere perché si sente troppo sotto pressione a casa dei genitori.
Marco torna a casa accompagnato dalla collega cantante Tamara, con la quale deve incidere delle canzoni.
Eva ritorna segretamente a Roma da New York  perché si è lasciata con Alex dopo soli due mesi dal trasferimento.
- Altri interpreti: Remo Remotti (Andreolli), Michele Gammino (padre di Carlotta), Fabrizio Palma (professore della scuola di musica di Milano), Roberto Attias (avvocato Nunzio).
- Nota: L'episodio ha una durata di 65 minuti.
- Prologo. Il primo episodio è stato preceduto da un filmato introduttivo di 12 minuti. La scena si apre con uno spezzone in cui si vedono Giulio, Cesare ed Ezio vestiti con le tute da Garbatelleros, tratto dall'omonimo episodio ma con diversi dialoghi, in cui i tre danno una sorta di saluto di benvenuto; tra l'altro questo filmato è l'unico, tra episodi e prologhi delle tre stagioni, a non avere Mimmo come voce introduttiva. Poi seguono velocemente alcuni sketch della seconda stagione, e tutto ciò occupa il primo minuto. I successivi 3 minuti e mezzo riassumono, con scene tratte dalla seconda stagione, la storia di Eva e Marco e il triangolo amoroso con Alex. Negli ultimi sette minuti e mezzo viene ripresentato per intero la parte finale dell'ultimo episodio della seconda stagione, dal punto in cui Alex gioca a calcio balilla con Walter e Carlotta mentre Marco ed Eva entrano in casa. Viene però inserita una scena inedita, quella in cui Marco ed Eva, dopo essersi baciati, entrano nella stanzetta del giovane Cesaroni. Lo spezzone, della durata di due minuti e mezzo, mostra gli abbracci e i baci che si sono scambiati i due ragazzi mentre si accingevano a fare l'amore.
- Ascolti Italia: telespettatori 7 606 000 - share (riferito al target commerciale 15-64 anni) 30,72%[1]

## Garbatella calibro 9
- Diretto da: Stefano Vicario
- Scritto da: Fabrizio Cestaro

### Trama
Ezio, per fare uno scherzo a Giulio e Cesare, organizza con Barilon una finta rapina in bottiglieria. Lo scherzo però gli si ritorce contro e viene arrestato dai carabinieri per procurato allarme. In prigione inavvertitamente dà una dritta ad un vero rapinatore, soprannominato “Il 24 ore”. Poco dopo la loro liberazione, il malvivente si presenta in bottiglieria ma Ezio riesce fortuitamente a sventare la rapina.
Nel frattempo Rudi e Alice, al primo giorno di liceo, cercano senza successo di ambientarsi. Regina fa un dispetto ad Alice che le causa un diverbio con Umberto. Il ragazzo dà un pugno a Rudi, intervenuto per difendere la sorella, e viene sospeso. Ulrico, fratello di Umberto e bullo della scuola, minaccia il Cesaroni di rendergli la vita impossibile al liceo.
Tamara, con i suoi strani gusti e modi, diventa un problema in casa Cesaroni. Lucia riesce a farla sloggiare ma anche Marco va con lei. I due si trasferiscono nel magazzino di Walter, il quale mal sopporta la ragazza. Alla fine Lucia riesce a far tornare il giovane a casa Cesaroni.
Eva, rientrata di nascosto dalla famiglia a Roma, lavora in un supermercato per guadagnarsi da vivere.
- Altri interpreti: Bruno Conti (rapinatore).
- Ascolti Italia: telespettatori 7 408 000 - share 26,34%[2]

## Porchetta e porcellana
- Diretto da: Stefano Vicario
- Scritto da: Federico Favot

### Trama
Cesare viene informato della morte di Pamela e ritira l'urna con le sue ceneri all'aeroporto. Inoltre viene a sapere che la donna aveva una figlia di 11 anni, Matilde. L'oste accoglie a casa sua la bambina, grazie alla quale può incassare, dopo il periodo di un anno, i due milioni di euro dell'eredità di Pamela. La donna in realtà non è morta, è stata proprio lei ad organizzare la messinscena per dare la custodia della figlia a Cesare.
Eva, dopo essere rientrata dagli Stati Uniti, abita presso la casa al Tevere di Carlotta all'insaputa dei suoi amici e parenti. Nel frattempo Walter è molto nervoso perché non riesce a trascorrere del tempo con Carlotta per colpa dell'invadenza di Tamara e del fatto che Carlotta cerca di stare vicino ad Eva. Walter sospetta che la sua fidanzata abbia un amante e quindi si presenta improvvisamente alla casa al Tevere. Eva viene così scoperta, ritorna a casa Cesaroni e dice di aver rotto con Alex. Marco non è per niente entusiasta del ritorno della sorellastra.
- Altri interpreti: Svetlana Kevral (badessa Scwarzwald).
- Ascolti Italia: telespettatori 6 959 000 - share 29,91%[2]

## Le verità nascoste
- Diretto da: Stefano Vicario
- Scritto da: Giulio Calvani

### Trama
La convivenza fra Cesare e Matilde non ha un inizio confortante: il Cesaroni non riesce a essere quella figura familiare di cui ha bisogno la piccola. Con l'aiuto della famiglia di Giulio e anche di Ezio, Cesare riesce a capire pian piano che Matilde vuole un po' più di considerazione nei suoi confronti. Nonostante i contrasti, dovuti anche alla sua profonda avarizia, Cesare mostra di volere bene a Matilde come se fosse sua figlia.
Carlotta cerca di aiutare Eva ad uscire dalla delusione della rottura con Alex, per questo la invita a fare shopping e a feste e le fa conoscere nuove persone. In un flashback di Eva si vede il litigio fra lei e Alex e si scopre il motivo della rottura: la ragazza è incinta.
Marco e Tamara finalmente hanno l'incontro col produttore discografico, che rimane deluso dal lavoro presentato dai ragazzi. La colpa del fallimento è dovuta solo all'incompetenza di Tamara, che nel corso dell'incontro ha subdolamente tentato di scaricare Marco, presentando una canzone scritta da lui sulla quale lei ha cantato la cover nonostante avesse promesso di non farlo, quindi lui ovviamente si sente usato e tradito. Fortunatamente il produttore riconosce i meriti del giovane Cesaroni che riesce così a firmare un contratto, mentre alla fine è Tamara ad essere scaricata.
- Altri interpreti: Alessandro D'Ambrosi (Massimo, spasimante di Eva).
- Ascolti Italia: telespettatori 5 853 000 - share (riferito al target commerciale 15-64 anni) 25,54%[3]

## I Garbatelleros
- Diretto da: Stefano Vicario
- Scritto da: Simona Giordano

### Trama
Giulio si vede invecchiato e pensa di non essere più utile alla sua famiglia. I suoi amici e parenti allora gli fanno credere che è ancora forte come un tempo, facendolo vincere a una partita di bowling, ma i loro maldestri tentativi vengono scoperti dal Cesaroni. Giulio, nonostante in un primo momento sia amareggiato per l'inganno, capisce che la famiglia lo ritiene ancora importante anche se non ha più il vigore di un tempo. Gabriella acquista una pistola e semina il panico tra Lucia, Stefania, Rudi e Alice a causa della sua imperizia nel maneggiare e custodire l'arma. Eva fa un servizio per una televisione locale, ma viene licenziata dopo essersi inventata la notizia e aver messo in ridicolo la famiglia agli occhi di tutto il quartiere. Carlotta si comporta in maniera un po' sfuggente nei confronti di Walter.
- Ascolti Italia: telespettatori 5 384 000 - share (riferito al target commerciale 15-64 anni) 23,72%[3]

## Su la testa
- Diretto da: Stefano Vicario
- Scritto da: Francesca Primavera

### Trama
Rudi, spaventato dai bulli, chiede a Son Sei, il nuovo bidello della scuola, di insegnargli il karate, visto che quest'ultimo a scuola è temuto proprio per questo. Son Sei non l'ha mai imparato, ma riuscirà lo stesso a salvare Rudi dai guai.
Nel frattempo Marco viene ingaggiato per cantare in diretta in prima serata al posto de I Cugini di Campagna, dato che il gruppo non si poteva esibire per l'abbandono di un componente. Ma Criscuolo riesce in extremis a ricucire lo strappo e a far esibire la band al posto di Marco, che rimane molto deluso e amareggiato dal comportamento del produttore.
Ezio vuole far ingelosire Stefania uscendo con Sheryl, una sua ex fidanzata statunitense, frequentata nel 1980, ma il suo piglio confuso fa degenerare la situazione, anche se alla fine riesce a riappacificarsi con la moglie.
- Guest star: Claudio Cecchetto (se stesso), I Cugini di Campagna (se stessi).
- Ascolti Italia: telespettatori 7 581 000 - share (riferito al target commerciale 15-64 anni) 29,91%[4]

## Il seme dell'amicizia
- Diretto da: Stefano Vicario
- Scritto da: Maddalena de Panfilis

### Trama
Lucia vuole migliorare i rapporti con i Barilon dato che Germana non si è ancora integrata nel quartiere, per questo si offre di annaffiare i loro bonsai quando si devono assentare improvvisamente. Cesare ed Ezio non sopportano i Barilon, così nottetempo rubano una piantina per rovinare la nascente amicizia. Germana approfitta della situazione per spillare soldi a Giulio facendosi rimborsare molto di più del costo del bonsai perso. La messinscena viene scoperta e i soldi recuperati attraverso uno stratagemma, con grande gioia di Antonio che non approvava il comportamento della moglie. Alice è continuamente bersagliata da Regina ed è straziata quando scopre che Jolanda è passata dalla parte della sua acerrima nemica. Matilde si vergogna dell'aspetto e del modo di fare di Cesare, così a scuola racconta un sacco di bugie per nascondere la sua situazione. Alla fine si pente di quello che ha detto perché sa che Cesare, nonostante il suo buffo aspetto, rappresenta quel padre che non ha mai avuto prima.
- Ascolti Italia: telespettatori 6 685 000 - share (riferito al target commerciale 15-64 anni) 33,61%[4]

## Il pesce pilota
- Diretto da: Stefano Vicario
- Scritto da: Fabio Di Ranno, Valeria Giasi

### Trama
Marco vorrebbe rescindere il contratto con Criscuolo, ma il discografico lo mette alle strette dicendogli che se vuole andarsene dovrà pagare una penale di 30000 €, per rimborsare tutti i soldi che lui ha speso per il ragazzo. Lucia rimprovera Giulio dicendo che prima di far firmare il contratto di Criscuolo a Marco doveva leggerlo. Simona, la segretaria di Criscuolo, quando viene a sapere che lui aveva fatto quell'impiccio con il contratto di Marco, se ne va. Criscuolo alla fine è costretto a stracciare il contratto di Marco, il quale si impegnerà a trovare un altro discografico. Carlotta restituisce l'anello di fidanzamento a Walter, il giovane fraintende e pensa che la ragazza voglia un nuovo anello, così cerca alcuni lavoretti per comprarlo. Eva si prepara per l'esame d'ammissione all'università ma non riesce a parteciparci per via di Carlotta. Carlotta, disperata, racconta ad Eva che Walter l'ha beccata con un altro. Inoltre confida ad Eva di aver scoperto la gravidanza dell'amica e afferma che manterrà il segreto. Eva, che da quando era tornata a casa cercava di recuperare un rapporto con Marco, finalmente ritrova l'amicizia del giovane Cesaroni, che fino a quel momento si era dimostrato molto freddo ed indifferente nei suoi confronti.
- Nota: l'episodio si intitola come una canzone di Ovunque andrai, album di Matteo Branciamore.
- Ascolti Italia: telespettatori 7 439 000 - share (riferito al target commerciale 15-64 anni) 29,51%[5]

## Mutuo soccorso
- Diretto da: Francesco Pavolini
- Scritto da: Federico Favot

### Trama
Eva viene chiamata dalla redazione della rivista più in voga del momento, UpToYou, dove da archivista diventa stagista.
A scuola, Jolanda si unisce al gruppo di Regina. Umberto e Regina si fidanzano e poi vengono nominati Mr. e Miss liceo. Regina invita tutta la scuola ad una festa in discoteca per festeggiare. Alla festa ci va anche Alice, ma vestita da pin-up e mascherata per non farsi riconoscere. Umberto prova a corteggiarla, mentre Jolanda gli fa una foto che manda a Regina per farla litigare col fidanzato.
Alice bacia anche Rudi, così da far aumentare il suo prestigio agli occhi di tutta la scuola.
Il giorno dopo, a scuola, Alice e Jolanda fanno pace.
Nel frattempo, Stefania ed Ezio cercano in tutti i modi di trovare un lavoro a Walter ma, alla fine, il padre combina un macello, acquistando un'officina troppo grande per le sue possibilità economiche. Walter dice alla madre che il padre è capace solo di fare danni e per questo la donna caccia di casa il figlio.
- Ascolti Italia: telespettatori 7 257 000 - share (riferito al target commerciale 15-64 anni) 36,73%[5]

## Sfido dunque sono
- Diretto da: Francesco Pavolini
- Scritto da: Simona Giordano

### Trama
Stefania e Lucia si sfidano per capire chi dei loro mariti è il migliore. Organizzano quindi delle contese tra i due mariti all'insaputa degli stessi. In realtà Giulio ed Ezio non eccellono nelle gare e le due donne, prese da una smania agonistica, imbrogliano modificando, di nascosto all'una dall'altra, l'esito della disfida. Quando i due uomini vengono a conoscenza di questo particolare duello, decidono di organizzare uno scherzo. Con uno stratagemma le fanno salire su un cocchio a cui si mettono alla guida e lanciano i cavalli in una corsa sfrenata, facendo prender loro un grande spavento per punirle della stupidità della gara.
Nel frattempo, Rudi e Lorenzo, invece, cercano 250 € per comprare un motorino da Ezio così da poter rimorchiare. Per fare questo si fanno pagare da Stefania e Lucia che, prese dalla sfida, chiedono più volte l'aiuto dei ragazzi.
Allo stesso tempo, Eva scrive un articolo di prova per poter lavorare ad Up to You, ma quando viene respinto si sente male: dopo essere stata visitata da un dottore si scopre che il malore era dovuto alla gravidanza. Il dottore le dà un appuntamento alle 9.00 del giorno dopo, ma la sera Eva riceve la telefonata della Zavattini, la direttrice della rivista, che le dà appuntamento alla stessa ora. Alla fine la ragazza sceglie di andare al secondo appuntamento in cui la Zavattini le comunica che il suo comportamento e la sua grinta l'hanno stupita, tanto che decide di assumerla, così, dopo avere riottenuto il lavoro viene pubblicato il suo primo articolo.
Per ultimo, Marco convince il fratello di Simona, Franco, un noto produttore, a farlo suonare la sera stessa nel suo locale. Le sue canzoni hanno successo e Marco ne è molto felice.
- Ascolti Italia: telespettatori 7 288 000 - share (riferito al target commerciale 15-64 anni) 30,27%[6]

## Scelta di campo
- Diretto da: Francesco Pavolini
- Scritto da: Giulio Calvani

### Trama
Mimmo entra nella squadra di calcio della sua classe facendola vincere e viene notato da un talent scout della Lazio, che lo convoca per un provino. Giulio, Cesare ed Ezio, grandi tifosi romanisti, boicottano inizialmente il provino ma poi per vari motivi si convincono che si tratti di una grande opportunità per tutti. Nonostante il buon esito del provino, Mimmo decide di aspettare prima di giocare in una squadra così importante, accontentandosi di un posto nella Romulana, la squadra di calcio della Garbatella.
Eva ha qualche problema a nascondere i sintomi derivati della gravidanza, tanto da non riuscire ad andare ai concerti di Marco. Walter si insospettisce e comincia ad indagare e allo stesso tempo trova un lavoro presso il bar dove canta Marco, anche se alla fine lo lascia per cercarne uno migliore.
Alla fine Eva rivela di essere incinta di Alex a Marco, che rimane arrabbiato con lei, trattandola male.
- Guest star: Claudio Lotito (se stesso).
- Ascolti Italia: telespettatori 7 011 000 - share (riferito al target commerciale 15-64 anni) 35,34%[6]

## Siamo uomini, o gnomi?
- Diretto da: Francesco Pavolini
- Scritto da: Francesca Primavera

### Trama
Walter trova un nuovo lavoro: agente di recupero crediti. Il ragazzo parte con il piede giusto risolvendo per prima cosa una difficile pratica, ma quando scopre che deve recuperare anche i debiti del padre comincia ad avere dei dubbi sull'opportunità del suo mestiere. Ezio, infatti, non ha mai pagato le rate del mutuo per la nuova officina a causa del continuo scialacquare di Stefania, e Walter decide così di lasciare il nuovo lavoro e aiutare il padre in officina finché il mutuo non sarà estinto.
I rapporti fra Marco e Simona si fanno più profondi ed inoltre la ragazza sprona il giovane Cesaroni a scrivere una nuova canzone.
Matilde convince Cesare a prendere una donna per le faccende di casa, ed individua in Gabriella la persona ideale. Però la donna si rivela troppo zelante per i gusti della bambina, così Matilde, in complicità col patrigno, escogita un escamotage per allontanarla.
Eva chiede a Marco di mantenere segreta la sua gravidanza. Il giovane, sbollita la rabbia iniziale, decide di aiutare la sorella.
- Altri interpreti: Fabrizio Giannini (responsabile agenzia recupero crediti).
- Ascolti Italia: telespettatori 7 440 000 - share (riferito al target commerciale 15-64 anni) 30,64%[7]

## Roulette russa
- Diretto da: Francesco Pavolini
- Scritto da: Giulio Calvani

### Trama
Cesare deve pagare delle tasse arretrate e gli viene incontro il bidello Son Sei, che installa una macchina da gioco in bottiglieria, però Giulio inizialmente non è d'accordo. Un giorno va Barilon a giocare e ogni volta che vince beve un bicchiere di prosecco. La mattina dopo è ubriaco fradicio così dopo quella scena Giulio decide di togliere la macchinetta dalla bottiglieria, restituendo il denaro all'amico. Senza quindi nulla di guadagnato, Giulio, Cesare, Barilon, Ezio e Son Sei vanno in un casinò dove, attraverso un sistema di gioco, riescono a vincere 60000 €, che però Ezio perde alla roulette. La situazione degenera quando degli strozzini, ai quali Son Sei deve dei soldi, rapiscono Ezio. Il meccanico viene liberato e i banditi arrestati grazie al fondamentale aiuto di Barilon.
Nel frattempo, Eva intervista Esmeralda, una ragazza incinta e abbandonata dal ragazzo (stessa situazione in cui si trova lei), che vuole proseguire il suo sogno di ballerina.
Simona e Franco vogliono produrre il primo album di Marco, che è entusiasta per il realizzarsi del suo sogno. Marco e Simona si scoprono innamorati l'uno dell'altra e ciò preoccupa Franco per possibili ricadute lavorative.
- Altri interpreti: Caterina Misasi (Esmeralda), Fabrizio Bucci (Sandro, il ragazzo di Esmeralda), Renzo Stacchi (strozzino) Giancarlo Fares (Direttore del Casinò).
- Ascolti Italia: telespettatori 6 837 000 - share (riferito al target commerciale 15-64 anni) 35,24%[7]

## Era mia madre
- Diretto da: Francesco Pavolini
- Scritto da: Francesca Primavera

### Trama
Matilde vuole organizzare una festa in onore di Pamela, che lei crede essere stata una ricca benefattrice inserita nel jet set. Tutta la famiglia allora si interroga per decidere se dire a Matilde che in realtà la mamma era una prostituta. Cesare pensa che non sia ancora giunto il momento per rivelarle la verità, quindi organizza una festa danzante pagando una piccola fortuna per accontentare la bambina. Non conoscendo aristocratici, il Cesaroni chiede a Godiva, Mani di fata e Marcellona, tre colleghe di Pamela, di presenziare facendo finta di essere delle nobili. Le tre donne si dimostrano però completamente inaffidabili venendo arrestate prima del party. Fortunatamente Lucia e Stefania riescono a far partecipare dei veri nobili realizzando così la festa tanto desiderata da Matilde.
Rudi è vergine e scommette con gli amici di trovarsi una ragazza con cui copulare. Quando ci riesce con Fabiana, una sua compagna di scuola, si innamora di questa, ma rimane profondamente deluso quando scopre che in realtà lei non vuole avere una relazione sentimentale con lui.
Eva contatta Alex per discutere del loro bambino, ma lui si fa negare.
- Guest star: Marina Ripa di Meana, Patrizia De Blanck, Giada De Blanck, Katia Pedrotti, Ascanio Pacelli e Principe Carlo Giovanelli (se stessi).
- Altri interpreti: Stefano Dragone (fornaio) Lucianna De Falco (Mani di fata), Maria Pia Timo (Marcellona), Guia Jelo (Godiva), Maria Luisa De Crescenzo (Fabiana).
- Nota: questo episodio viene contrassegnato dal "pallino giallo" (bambini con adulti a fianco) dalla segnaletica per minori adottata da Mediaset poiché il tema della puntata è la sessualità.
- Ascolti Italia: telespettatori 7 334 000 - share (riferito al target commerciale 15-64 anni) 30,28%[8]

## A volte ritornano
- Diretto da: Francesco Pavolini
- Scritto da: Simona Giordano

### Trama
In bottiglieria si presenta un tipo losco, Ivandro Lojacono, che afferma di essere il padre di Matilde e che vorrebbe portarsela via con sé. Cesare, nonostante il test del DNA confermi la relazione di parentela, non vuole separarsi dalla piccola e fa di tutto per non lasciarla partire. Alla fine arriva ad un compromesso, permettendo a Lojacono di tenerla per un periodo di prova. In realtà, Lojacono è solo un esecutore, che ha cercato di derubare  il vero padre, un ricco malavitoso di Cosa nostra che lo ha mandato a recuperare la bambina per non essere ucciso, e che gli ha fornito un suo capello per l'esame genetico. Lojacono rimane colpito dall'affetto che lega Cesare a Matilde e sa che il vero padre è un individuo troppo spietato per dare lo stesso amore alla piccola, così prende una decisione che potrebbe costargli la vita: restituisce Matilde a Cesare.
Intanto Carlotta si riavvicina a Walter, facendogli intendere che sarebbe disposta a ricominciare una relazione con lui, ma il giovane Masetti, dopo un tentennamento iniziale, le dice che la loro storia è giunta al capolinea.
Nel frattempo, Eva va a Parigi per il suo primo servizio giornalistico all'estero.
- Altri interpreti: Alessandro Haber (Evandro Lojacono).
- Ascolti Italia: telespettatori 6 540 000 - share (riferito al target commerciale 15-64 anni) 37,52%[8]

## Danni e donne
- Diretto da: Francesco Pavolini
- Scritto da: Federico Favot

### Trama
In bottiglieria viene assunta una nuova affascinante cameriera, Teresa, che fa perdere la testa ad Antonio Barilon. I Cesaroni e i Masetti cercano di far rinsavire il padovano dalla sbandata amorosa e lo aiutano a riconquistare Germana, intenzionata a chiedere il divorzio dopo aver scoperto la tresca del marito.
Eva non riesce a dire alla madre di essere incinta e, a causa della panciera che indossa per nascondere la sua gravidanza, subisce un discreto distacco placentare. Il medico le consiglia un mese di assoluto riposo, così finge di partire per il Friuli per un servizio giornalistico, ma in realtà si trasferisce in un residence a Roma. La Cudicini però sente un dolore fortissimo al ventre e telefona a Marco. Dopo la visita ospedaliera, Marco decide di portare Eva nel magazzino di Walter, dove la sorellastra potrà tranquillamente godere del tempo necessario per guarire, e chiede all'amico e a Simona di mantenere il segreto.
Alice va, di nascosto dalla famiglia, in discoteca vestita ancora come una pin up ma lì perde un orecchino. L'oggetto viene ritrovato da Walter il quale, per conoscere la misteriosa e affascinante cubista, le dà appuntamento per la sua restituzione. Alice, affinché la madre non scoprisse questo suo lato nascosto, organizza uno stratagemma per farsi restituire l'orecchino senza farsi smascherare da Walter.
- Altri interpreti: Debora Caprioglio (Teresa).
- Ascolti Italia: telespettatori 7 138 000 - share (riferito al target commerciale 15-64 anni) 29,97%[9]

## Basta crederci
- Diretto da: Francesco Pavolini
- Scritto da: Federico Favot

### Trama
Rudi si comporta in maniera strana, decide di non andare più a scuola e inizia a lavorare in bottiglieria con il benestare di Cesare. Giulio si arrabbia sia con il figlio che con il fratello. Cesare stesso, per non avere problemi con Giulio, decide di licenziare il nipote, il quale scappa di casa. Giulio, venuto a conoscenza che il vero motivo del malessere di Rudi è la delusione amorosa per Fabiana, rintraccia il figlio e gli racconta di quanto anche lui abbia sofferto per la morte della madre Marta e di quanto abbia lottato per sopravvivere, fino a quando ha incontrato Lucia. Il giovane sembra aver capito la lezione e ritorna a casa.
Matilde e Mimmo fanno una scommessa: partendo da un oggetto di poco conto, vincerà chi riuscirà ad ottenere, solamente attraverso il baratto, la cosa di più valore. Il piccolo Cesaroni, per non perdere, imbroglia scambiando di nascosto un hard disk portatile di Marco.
Walter conosce Barbara in discoteca e ci passa la notte insieme. Quando il fidanzato della ragazza scopre quello che è successo manda all'aria il matrimonio. Il padre della sposa si infuria e viene quasi alle mani con Marco perché lo ha scambiato per Walter. Durante la colluttazione si rompe l'hard disk con tutte le canzoni del nuovo album del Cesaroni. Fortunatamente c'è una copia di backup in un altro disco fisso, quello che però ha precedentemente scambiato Mimmo. Matilde viene in soccorso al cugino riuscendo miracolosamente a recuperare l'oggetto. Intanto Walter, molto confuso, chiede di sposarsi con Barbara, ma si pente poco dopo della decisione presa. Barbara gli spiega che neanche lei vuole sposarsi, anzi che tutta la storia è stata da lei escogitata per annullare le nozze con un fidanzato che non le piaceva più.
- Altri interpreti: Sascha Zacharias (Barbara Cifarelli), Simone Liberati (fidanzato di Fabiana), Maria Luisa De Crescenzo (Fabiana), Jay Natelle (padre di Barbara).
- Ascolti Italia: telespettatori 7 027 000 - share (riferito al target commerciale 15-64 anni) 37,12%[9]

## Ho sposato Eros
- Diretto da: Francesco Pavolini
- Scritto da: Federico Favot

### Trama
Stefania scrive Ho sposato Eros, un libro erotico, usando lo pseudonimo di “Leida Fantasy” per non farsi riconoscere. Ezio, dopo aver letto il volume, si riconosce nel protagonista e si spaventa perché pensa qualcuno lo abbia spiato nei suoi momenti intimi con la moglie. È felice di scoprire che l'autrice è Stefania e cerca allora di fornirle nuove idee per il prossimo libro. Anche Germana scopre la vera identità dell'autrice e minaccia Stefania di farla licenziare dalla scuola, ma Ezio escogita un piano per far desistere dai suoi propositi la signora Barilon.
Cesare e Antonio Barilon si sono fatti fare, dal proprietario del magazzino di Walter, una copia delle chiavi. Il giovane Masetti, con la complicità di Marco e Simona, trova uno stratagemma per farsi consegnare le chiavi in modo tale che Eva, stabilitasi di nascosto dai genitori nell'immobile, non possa venire scoperta.
Fernando, lo psicologo della scuola, chiede a Gabriella di partecipare al doppiaggio di un cartone animato di cui ha scritto la sceneggiatura. Gabriella collabora ma non è d'accordo sul finale della storia e riesce a farlo cambiare.
- Nota: Nella realtà, Rita Savagnone (Gabriella) è davvero una doppiatrice, oltre che attrice.
- Ascolti Italia: telespettatori 6 018 000 - share (riferito al target commerciale 15-64 anni) 28,35%[10]

## Campagna acquisti
- Diretto da: Francesco Pavolini
- Scritto da: Fabio Di Ranno, Valeria Giasi

### Trama
Il fisco restituisce una grossa cifra ad Ezio il quale vorrebbe usarla per comprarsi un casale in campagna. Gli amici e la moglie lo esortano ad usare il denaro per pagare il mutuo dell'officina, ma l'uomo sembra non sentire ragioni. Così Stefania, il marito e i Cesaroni trascorrono qualche giorno al casale per dimostrare ad Ezio quanto sia dura la vita del contadino. Infatti il meccanico ritorna sui suoi passi. Lucia invece sembra apprezzare la vita di campagna e chiede a Giulio di comprare il casale. L'oste, per nulla entusiasta della decisione, organizza una messinscena per far desistere Lucia, che però scopre tutto e che ha un grosso diverbio con Giulio.
La Zavattini dice ad Eva di ritornare a Roma per intervistare Tiziano Marrese, un atleta che solitamente non concede interviste a causa della eccessiva protezione di sua madre. Walter, Marco e Simona si sostituiscono alla Cudicini poiché, a causa delle sue condizioni di salute, non può spostarsi dal magazzino. Alla fine dell'intervista, Marrese allunga le mani su Simona, che gli rompe in testa un vaso e scappa. Walter intanto distrae la madre dell'atleta.
Regina ruba lo zaino di Lorenzo e ci trova dentro Orgoglio e pregiudizio, che legge. La ragazza rimane così colpita dal libro che cambia idea sul giovane Barilon, gli restituisce lo zaino e tra i due nasce una certa simpatia.
- Altri interpreti: Francesca Rettondini (madre di Tiziano Marrese), Robert Iaboni (Tiziano Marrese).
- Ascolti Italia: telespettatori 6 837 000 - share (riferito al target commerciale 15-64 anni) 28,53%[11]

## Ninnananna nonni
- Diretto da: Francesco Pavolini
- Scritto da: Federico Favot

### Trama
Giulio e Lucia litigano da giorni per la storia del casale. Son Sei è appena ritornato alla Garbatella e, siccome è diventato un ricchissimo ereditiere, vuole fare un regalo ai suoi amici Giulio, Cesare ed Ezio. Lucia ne approfitta dicendogli che il più grande sogno del marito è il casale e che, per fargli una sorpresa, il Cesaroni non ne deve sapere nulla fino all'acquisto. In bottiglieria Son Sei però annuncia a Giulio l'intenzione di prendere il casale, mandandolo su tutte le furie. L'oste, su consiglio di Cesare ed Ezio, per capire fino a che punto Lucia è disposta a giungere per ottenere il casale, organizza una messinscena: Son Sei deve insidiare la Liguori. Lucia così, per non avere a che fare quel pesante spasimante, rinuncia all'acquisto ma viene subito a sapere che l'hanno imbrogliata. La donna, decisa a far ingelosire il marito, si vendica facendo intendere a Son Sei che sarebbe disposta a passare una notte di sesso con lui. L'ex bidello però ne approfitta, non dice nulla a Giulio e si presenta all'appuntamento, ma Lucia lo placa e gli racconta la verità. Giulio, venuto a conoscenza della faccenda, raggiunge di corsa i due e molla un pugno all'uomo. Alla fine tutto si chiarisce e ritorna la pace.
Marco è incerto sul testo di una canzone e vorrebbe cambiarlo ma Simona è contraria, perciò i due hanno una litigata. Marco poi accompagna, di nascosto a Simona, Eva all'ospedale, dove le dicono che il distacco placentare si è rimarginato. Inoltre il Cesaroni fa coraggio alla sorellastra affinché ritorni a casa e racconti la verità. Il tempo trascorso con lei è servito per ispirargli il nuovo testo della canzone e gli fa capire di quanto sia ancora innamorato di Eva. Simona, ascoltata la nuova versione della canzone, dedicata alla gioia della paternità, intuisce i veri sentimenti di Marco e se ne va disperata. Nel frattempo Walter conosce meglio Simona e incomincia a provare qualcosa per la ragazza. Giulio e Lucia, appena rincasati, trovano Eva ad aspettarli la quale confessa la sua gravidanza. Per i due è uno shock: mentre l'uomo è felice e abbraccia la figlia, la madre sviene.
- Ascolti Italia: telespettatori 7 095 000 - share (riferito al target commerciale 15-64 anni) 37,21%[11]

## Care mamme
- Diretto da: Francesco Pavolini
- Scritto da: Giulio Calvani

### Trama
A casa Cesaroni sono tutti felici per Eva, tranne Lucia che non riesce ad accettare la gravidanza della figlia e con la quale ha diverse incomprensioni. Iva Zavattini scopre, dall'avvocato di Tiziano Marrese, che non è stata la Cudicini a fare l'intervista all'atleta ma Simona, la quale gli ha anche rotto in testa un vaso ferendolo, perciò la direttrice decide di licenziare la ragazza. Lucia, nel tentativo di aiutare la figlia, va a parlare con la Zavattini e le rivela la gravidanza di Eva, allora la direttrice dà una nuova possibilità: Eva deve scrivere una lettera alla madre in cui spiega i motivi per cui non le ha detto di essere incinta, lettera che poi sarà pubblicata su Up to You. Lucia, per non mettere alla pubblica gogna la figlia, decide di scriverla lei, ma non ci riesce. Quando Eva lo scopre, scrive lei stessa la famigerata lettera e la consegna ad Iva, licenziandosi poiché non tollera più quell'ambiente così cinico e riappacificandosi con la madre. Giulio e Cesare, impossibilitati ad andare negli Stati Uniti, mandano Ezio a cercare Alex per metterlo di fronte alle sue responsabilità paterne, ma il meccanico non lo trova.
Marco, dopo la sfuriata di Simona, cerca di contattare la ragazza, ma lei si fa negare. Walter, anche se segretamente innamorato di Simona, prova a fare da paciere fra i due. Marco, dopo avere passato qualche giorno con Eva e resosi conto che la sua felicità è causata dalla sorellastra, ha una discussione chiarificatrice con Simona, che scappa in lacrime per la fine della loro storia. Marco, subito dopo, torna a casa ed è felice perché pensa di poter ricominciare appieno una relazione con Eva, ma ha una brutta sorpresa: Alex è tornato.
- Altri interpreti: Eleonora Giorgi (Iva Zavattini, direttrice della rivista Up to You).
- Ascolti Italia: telespettatori 6 735 000 - share (riferito al target commerciale 15-64 anni) 29,45%[12]

## Non ho l'età
- Diretto da: Francesco Pavolini
- Scritto da: Francesca Primavera

### Trama
Eva non vuole più saperne di Alex e si fa negare. Il cuoco riesce finalmente a parlarle e le dice che ha avuto paura ma che ora ha capito che vuole un futuro con lei e il bambino. La ragazza però è irremovibile e allora Alex si rivolge a Marco per essere aiutato a riconquistare la fiducia di Eva. Il Cesaroni, a malincuore, si adopera per ricucire lo strappo tra i due. Eva, dopo aver parlato sia con la madre che con il fratellastro, decide di dare un'altra opportunità ad Alex.
Cesare è preoccupatissimo perché Matilde ha un fidanzatino, Achille, e cerca in ogni modo di sabotare tale relazione. Ciò provoca accesi litigi tra la piccola e il patrigno. Alla fine Cesare capisce che sono cose della vita e smette di intromettersi.
Stefano, un architetto trentenne, salva Alice da un'aggressione in discoteca. Il giorno dopo i due si conoscono meglio, Alice rimane affascinata e incomincia ad innamorarsi di lui. Ad un successivo incontro però Stefano è un po' ubriaco e depresso e tratta male la giovane Cudicini, che se ne va arrabbiata. Quando Stefano ritorna lucido cerca Alice per chiarire la faccenda: si scusa perché è un brutto periodo in quanto la sua compagna l'ha lasciato portandosi via anche la figlia. I due ritornano amici.
- Altri interpreti: Edoardo Leo (Stefano).
- Ascolti Italia: telespettatori 7 056 000 - share (riferito al target commerciale 15-64 anni) 28,20%[13]

## Ti amo, neanch'io
- Diretto da: Francesco Pavolini
- Scritto da: Simona Giordano

### Trama
Una sera Ezio e Stefania litigano per futili motivi. Il giorno dopo Stefania incontra per caso fuori dalla scuola Edoardo, un uomo che l'affascina perché corrisponde ai suoi canoni di principe azzurro. Edoardo inizia a corteggiarla mandandole dei regali. Ezio si accorge dello strano comportamento della moglie, ma crede che sia tutto un bluff organizzato da Stefania per ripicca del litigio avuto. Stefania accetta l'invito per una serata romantica nella villa di Edoardo, ma lì si accorge di quanto ama Ezio e fugge a casa. Ezio, informato della verità, anche grazie all'aiuto di Lucia (che aveva scoperto dell'invito a cena di Edoardo), accorre alla villa dello spasimante cercando la moglie. Edoardo, per non mettere in crisi il matrimonio di Stefania, dice a Ezio che la moglie non è mai andata a casa sua.
Alice continua a frequentare Stefano, che la porta fuori con degli amici. La ragazza scopre così che l'uomo, oltre a problemi con l'ex moglie, ha anche dei problemi lavorativi. La giovane Cudicini allora l'aiuta e Stefano, finalmente, riesce a presentare un progetto vincente. L'uomo però si vanta con gli amici di aver fatto tutto da solo, così Alice, delusa, non vuole avere più nulla a che fare con lui. Questa storia però è servita ad aumentare nella ragazza la propria autostima e decide di smettere di travestirsi da cubista, facendosi vedere sempre per quello che è in realtà.
Tra Walter e Simona si instaura un certo feeling. Walter però è molto combattuto interiormente: da una parte vorrebbe approfondire la relazione con Simona, dall'altra ha paura che ciò rovini l'amicizia con Marco, ex della ragazza. Nel frattempo, dopo un sogno "premonitore", Simona valuta la possibilità, insieme al fratello, di separarsi da Marco anche professionalmente, non partecipando alla promozione del nuovo disco del Cesaroni.
Marco saluta Eva pronta a trasferirsi da Alex. Lei lo invita a venirla a trovare nella nuova casa e si dichiara dispiaciuta per la rottura di Marco con Simona, ignara del reale motivo. Sul finale arriva Walter che cerca di "sondare il terreno" per capire se l'amico sia ancora innamorato di Simona. Marco gli dice chiaramente di stare male, ma per Eva, di non provare più nulla per Simona e di non essersi pentito di aver messo fine alla loro relazione. Marco invita così Walter a stare vicino a Simona, senza sapere che fra i due si è creato un certo feeling.
- Altri interpreti: Edoardo Leo (Stefano), Alberto Molinari (Edoardo)
- Ascolti Italia: telespettatori 6 583 000 - share (riferito al target commerciale 15-64 anni) 32,32%[13]

## Padre padrone
- Diretto da: Francesco Pavolini
- Scritto da: Francesca Primavera

### Trama
In Bottiglieria si presenta l'infermiera di una clinica che porta Domenico Masetti, l'anziano padre di Ezio (che lui non vedeva da anni) immobilizzato da un ictus su una sedia a rotelle. Ezio è costretto a prendersene cura e ad accettarlo in casa sua anche se gli ha fatto passare un'infanzia ed un'adolescenza difficili e non ha mai approvato il suo fidanzamento, poi matrimonio, con Stefania. L'uomo in realtà non è malato, sta solo fingendo per capire se il figlio è disposto ad accoglierlo. Ezio però ha capito che si tratta di una recita, lo maltratta e Domenico allora se ne va. Ezio poi si chiarisce col padre e gli chiede scusa, quando scopre che il motivo della messinscena è che Domenico aveva il sospetto di essere stato colpito da una grave malattia neurodegenerativa, rivelatosi poi infondato.
Marco, Simona e Walter partono per un tour promozionale. Marco, ubriaco, scambia Simona per Eva e la bacia. Walter, vista la scena, molla un pugno all'amico urlando di essere innamorato della ragazza. Simona, dopo che si sono calmati gli animi, raggiunge Walter e dichiara di essersi anche lei innamorata di lui: ha così inizio la loro storia.
Alex, per avere uno stipendio fisso con cui mantenere la nuova famiglia, si accontenta di fare lo sguattero in un ristorante. Eva gli trova un lavoro adatto alle sue capacità, ma Selvaggia, una ragazzina viziata con cui la Cudicini ha avuto un diverbio, minaccia, attraverso l'intervento del ricco padre, di compromettere la carriera di Alex.
- Altri interpreti: Venantino Venantini (Domenico Masetti), Ilaria Serrato (Selvaggia, fidanzata di Daniele), Gilles Rocca (Daniele, fidanzato di Selvaggia)
- Ascolti Italia: telespettatori 6 671 000 - share (riferito al target commerciale 15-64 anni) 28,49%[14]

## Ancora tu
- Diretto da: Francesco Pavolini
- Scritto da: Simona Giordano

### Trama
Cesare, in bottiglieria, riceve delle telefonate senza che l'interlocutore parli. Ad un certo punto, l'interlocutore parla e dice "Sono Pamela". Contemporaneamente, la donna parla con la sua amica Godiva spiegandole il motivo per cui ha dovuto fingersi morta: si era fidanzata con un mafioso di cui era rimasta incinta, e dopo aver partorito Matilde, l'ha affidata al collegio svizzero col tentativo di proteggerla dal padre, il quale pare sia defunto.
Dunque Pamela ritorna alla Garbatella, dove tutti la credono morta. Per non spaventare Cesare con la sua presenza ha la bizzarra idea di organizzare una seduta spiritica con la complicità della sua amica Godiva, che finge di essere una medium. L'effetto però è esattamente il contrario, Cesare quando la vede sviene e viene portato all'ospedale. L'oste, una volta rinsavito, litiga con la donna per la bugia della sua morte. Intanto Matilde riesce a capire da sola che la madre è ancora viva e la incontra, abbracciandola. Pamela manifesta il suo desiderio di andare a Torino e di portare Matilde con sé, ma Cesare è contrario: alla fine la donna rimane a Roma e i due decidono che si ruoteranno nella custodia della piccola.
Sergio propone ad Eva ed Alex di trasferirsi a Milano, dove possono avere nuove opportunità lavorative. La ragazza è un po' perplessa, mentre il cuoco è entusiasta. Alex successivamente rifiuta perché, nonostante il posto di lavoro sia prestigioso, sarebbe troppo impegnativo.
Jolanda sta organizzando una grande festa per il suo compleanno, ma anche Regina ne organizza una per la stessa sera. Alice, per aiutare l'amica, fa circolare la notizia che la misteriosa cubista (ovvero lei stessa) parteciperà alla festa di Jolanda. Infatti la festa è un successo e pure Regina e le sue due amiche si aggregano. Quando la ragazza mascherata arriva e sale sul palco a ballare, Regina, indispettita, le si presenta dinnanzi esortandola a togliersi la maschera. La giovane Cudicini accoglie l'invito rivelandosi a tutti. A questo punto Regina, umiliata, lascia la festa tra gli schiamazzi degli invitati che acclamano Alice a gran voce. Lorenzo la raggiunge e finalmente i due si baciano.
Eva trova il cd di Marco in un negozio e lo prende poiché il fratellastro non gliene aveva dato una copia adducendo come scusa che Eva aveva già ascoltato tutte le canzoni. Leggendo la track list scopre una canzone che non conosceva, A te che non sei ancora tu (Ninnananna), che tratta appunto la gioia della paternità, la stessa che aveva sancito la rottura tra Simona e Marco. Eva inizia ad immaginare, con quella canzone come sottofondo musicale, il suo bambino che percorre le tappe dall'infanzia all'adolescenza: in tutte queste scene lei non invecchia e non si vede mai la presenza del padre.
- Altri interpreti: Guia Jelo (Godiva).
- Ascolti Italia: telespettatori 6 280 000 - share (riferito al target commerciale 15-64 anni) 33,18%[14]

## Diversità elettive
- Diretto da: Francesco Pavolini
- Scritto da: Maddalena de Panfilis

### Trama
Barilon si candida per la circoscrizione della Garbatella e anche Giulio, per non essere da meno, decide di candidarsi. Lucia, inizialmente, è perplessa ma poi, non sopportando la boria di Germana, aiuta il marito nella campagna elettorale. Cesare ed Ezio tendono un tranello ai Barilon, perciò Antonio è costretto a ritirarsi. Anche Giulio ritira la sua candidatura perché non si sente a suo agio con l'immagine costruita per lui da Lucia. Ciò scatena una lite fra i due perché l'oste è molto deluso dal fatto che la moglie lo consideri un uomo mediocre, e pensa che non lo ami più per quello che è.
Marco partecipa alle selezioni per l'X-tour. Si scopre però che Criscuolo è un membro della giuria. Franco, per evitare che l'infido discografico possa mettere i bastoni tra le ruote a Marco, gli cede la sua quota di diritti di produzione. Il Cesaroni riesce così a passare le selezioni.
Alex chiede ad Eva di sposarlo, lei accetta anche se la giovane Cudicini è un po' perplessa perché le sono capitate troppe cose in poco tempo ed è un po' nervosa ad affrontare un impegno come le nozze. Gabriella la rassicura. Nel frattempo Eva ringrazia Marco per la Ninnananna composta per il nascituro.
- Ascolti Italia: telespettatori 7 188 000 - share (riferito al target commerciale 15-64 anni) 29,72%[15]

## Foto di famiglia
- Diretto da: Francesco Pavolini
- Scritto da: Giulio Calvani

### Trama
Giulio è ancora arrabbiato con Lucia e si comporta in maniera molto acida con lei. La donna, che ha cercato in diverse maniere di accattivarsi il marito, ha ora dei dubbi sull'amore per Giulio. I due hanno furiosi litigi e giungono quasi alle mani davanti agli occhi dei figli e degli amici.
Tutti sono preoccupati, anche Eva che non ha ancora annunciato le imminenti nozze con Alex. Tra la Cudicini e lo chef c'è qualche attrito perché lei sente che lui è molto distaccato dalla crisi familiare dei Cesaroni e ciò le genera incertezze sull'opportunità del matrimonio, tant'è che non riesce a tenersi al dito l'anello di matrimonio e se lo toglie in continuazione. Eva decide di ritornare a casa Cesaroni per stare vicino ai fratelli. Anche Marco, che stava per partire in tour per Milano, ritorna a casa perché preoccupato per la situazione familiare. Alla sera Eva e Marco si addormentano abbracciati insieme sul divano e al risveglio il giovane vorrebbe dichiarare il suo amore alla ragazza ma lei lo precede comunicandogli del matrimonio con Alex. Il Cesaroni, dissimulando la sua fortissima delusione, le dice che è contento e che partirà in tour per un anno.
Mimmo presenta, ad un concorso scolastico di fotografia, una foto del litigio fra Giulio e Lucia. I due, vista quell'immagine, decidono di non ripetere quelle sceneggiate che hanno così ferito i figli. Così, ritornati a casa, festeggiano le prossime nozze di Eva ed Alex e il successo musicale di Marco, partito in tour, anche se alla sera i due coniugi separano i letti per non dormire insieme, e li riattaccano la mattina dopo per non fare preoccupare i figli. Eva, tra sé e sé, soffre per il distacco dal fratellastro.
Matilde vorrebbe che Cesare e Pamela diventassero una famiglia unita, ma fra i due c'è molto gelo.
- Ascolti Italia: telespettatori 6 318 000 - share (riferito al target commerciale 15-64 anni) 29,55%[16]

## Io e te per sempre
- Diretto da: Francesco Pavolini
- Scritto da: Francesca Primavera

### Trama
La crisi tra Giulio e Lucia continua, dormono su letti separati che alla mattina riuniscono per cercare di mascherare la situazione ai figli così da non farli preoccupare. Ezio e Stefania, per far distrarre gli amici, li fanno uscire. Giulio ritrova Sabrina, una sua spasimante dai tempi della scuola, mentre Lucia conosce Federico, un suo nuovo collega, che sembra avere un debole per lei. I due coniugi però sono ancora innamorati l'uno dell'altra ma, sospettando il reciproco tradimento, ciascuno finge di avere un amante per lenire l'umiliazione, ma in realtà le cose peggiorano perché ora credono di non essere più amati dal coniuge e decidono di annunciare la separazione dopo le nozze di Eva.
Tra Cesare e Pamela c'è ancora tensione, ma è evidente che entrambi soffrono per tale situazione. Matilde organizza alcuni espedienti e alla fine riesce a farli riavvicinare. Pamela e Cesare si riscoprono reciprocamente innamorati e così la donna si trasferisce a casa dell'oste, per la grande felicità di Matilde che ora ha la famiglia tanto desiderata.
Marco è a Milano in tour, ma segue i lavori passivamente perché ha sempre in mente Eva. Walter cerca di stargli vicino e lo sprona a scegliere fra il lavoro e l'amore. Intanto Eva a Roma prepara l'abito per la cerimonia, ma anche lei è molto nervosa perché ha per la testa il fratellastro. Va segretamente a Milano e segue di nascosto la conferenza di Marco nella quale il giovane, rispondendo ad una domanda dei giornalisti, afferma di avere in mente solo la carriera. Eva è amareggiata per ciò che ha sentito, ma è ora convinta del matrimonio con Alex e, prima di tornare a Roma, chiede a Walter di farle da testimone alle nozze.
- Altri interpreti: Sonia Aquino (Sabrina), Rodolfo Corsato (Federico).
- Ascolti Italia: telespettatori 8 124 000 - share (riferito al target commerciale 15-64 anni) 34,61%[17]

## Ovunque andrai
- Diretto da: Francesco Pavolini
- Scritto da: Federico Favot

### Trama
Giulio e Lucia ostentano serenità in casa ma, convinti del reciproco tradimento, cercano una nuova abitazione. L'agenzia immobiliare offre loro il medesimo appartamento e i due se lo contendono. Durante la litigata entrambi confessano la propria fedeltà e finalmente si riappacificano.

Il vero padre di Matilde, creduto morto da poco, in realtà è vivo e rapisce la bambina e la madre. Grazie ad una lettera scritta in codice da Matilde Cesare riesce a rintracciare i tre all'aeroporto e, ignaro della pericolosità dell'uomo, gli molla un pugno. Il mafioso viene arrestato dalla polizia e Pamela e Matilde vengono liberate.

È arrivato il giorno del matrimonio. Rudi e Alice corrono al pronto soccorso perché Rudi si è infilato le fedi e non riesce più a toglierle. Marco è a Milano, la sua esibizione viene trasmessa alla TV e canta un nuovo pezzo, Ovunque andrai. Eva vede la trasmissione ed ascoltando la canzone capisce che Marco è ancora innamorato di lei, ma ormai ha preso la sua decisione. Poco dopo all'altare però, quando manca solo il suo sì per suggellare l'unione con Alex, ha un'incertezza e, proprio in quel momento, le si rompono le acque e viene portata d'urgenza in sala parto dell'ospedale, dove accorrono tutti i parenti e gli amici. La giovane soffre molto e non riesce a rilassarsi, chiama Alex col nome di Marco, urla a Lucia di essere innamorata del fratellastro e di aver fatto l'amore con lui tempo addietro; il cuoco, udite quelle cose, esce sconvolto dalla sala. Marco, precipitatosi a Roma, raggiunge tutta la famiglia all'ospedale per dichiarare il suo amore ad Eva. La ragazza, felice di ritrovare il suo amato lì accanto, si dichiara anche lei innamorata di lui e partorisce una bambina. Marco subito dopo va da Alex per comunicargli che è nata sua figlia ma lo chef dice che il gruppo sanguigno non è compatibile con il suo e che è Marco il padre della bimba, tirandogli un pugno e andandosene. Marco si precipita da Eva e le dice che è lui il vero padre. I due, entusiasti, si baciano e abbracciano la bimba, a cui danno il cognome Cesaroni.
- Guest star: Linus (se stesso).
- Altri interpreti: Baldo Sabella (padre di Matilde).
- Nota: In questa puntata è stata trasmessa una versione modificata dei titoli di coda. Infatti i titoli delle altre puntate sono scorsi velocemente su uno sfondo nero con Adesso che ci siete voi (strumentale) come sottofondo musicale e spesso sono stati tagliati. In questo caso invece c'è una versione molto più lunga, il tutto inizia a fine episodio, mentre Marco ed Eva stretti intorno alla bambina le hanno appena dato il cognome di Cesaroni, sulle note di A guy on his wave (tratta da Ovunque andrai) e poi scorrono, su uno sfondo blu, lentamente i titoli e le immagini di alcuni momenti salienti della storia di Marco ed Eva, dal loro primo incontro a quando hanno fatto l'amore alla fine della seconda stagione.
- Nota: Giulia Luzi, che interpreta il personaggio di Jolanda, intona un'Ave Maria durante la cerimonia. La Luzi è infatti anche una cantante ed ha già prestato la sua voce per altre serie TV e film.
- Epilogo: nel blog ufficiale è stato in inserito un breve filmato inedito in cui si vede Alex all'aeroporto in procinto di partire. Tale scena, successiva all'ultimo episodio, è collegata al libro Ovunque andrai: si può infatti vedere il famoso dollaro scritto da Marco.
- Ascolti Italia: telespettatori 8 018 000 - share (riferito al target commerciale 15-64 anni) 43,43%[17]